# 8. Rundfunk-Urteil
Das 8. Rundfunk-Urteil des Bundesverfassungsgerichtes vom 22. Februar 1994 (Fundstelle: BVerfGE 90, 60–107 – Rundfunkgebühr) bezeichnet in der deutschen Rechtswissenschaft das achte in einer Reihe von Urteilen des BVerfG zur Rundfunkfreiheit. Das Urteil befasst sich mit der Staatsfreiheit des Rundfunks, die auch durch eine unabhängige Finanzierung gesichert werden muss.

## Sachverhalt
Im Urteil ging es um den „Kabelgroschen“, einen Anteil von 20 Pfennig an der damaligen Rundfunkgebühr für Fernsehgeräte in Höhe von 11,20 DM, die zur Finanzierung der Kabelpilotprojekte verwendet wurde. Die Höhe der Rundfunkgebühr wurde seinerzeit durch die Länder in Form eines Staatsvertrags festgesetzt; die Kommission zur Ermittlung des Finanzbedarfs der Rundfunkanstalten (KEF) existierte zwar bereits, hatte aber lediglich beratende Funktion, sodass regelmäßig auch politische Vorgaben wie der Ausbau des Fernsehkabelnetzes in die Gebührenermittlung einflossen.
Die Kläger verlangten vom Bayerischen Rundfunk die Rückzahlung des Kabelgroschens, weil sie der Auffassung waren, es handele sich hierbei um eine unzulässige Sonderabgabe. Der Bayerische Verwaltungsgerichtshof als Berufungsinstanz legte daraufhin dem BVerfG die Frage vor, ob der Zustimmungsbeschluss des Bayerischen Landtags zum Staatsvertrag über die Gebührenfestsetzung verfassungsgemäß sei.

## Zusammenfassung des Urteils
Das BVerfG erklärte die Ausgestaltung der Gebührenfestsetzung für unvereinbar mit Art. 5 Abs. 1 S. 2 GG. Die Gebührenfestsetzung muss staatsfrei organisiert werden. Es darf keine Programmlenkung oder Medienpolitik durch die Hintertür der Gebührenfestsetzung betrieben werden. Der Finanzbedarf darf nur bezüglich des Rundfunkauftrages, der Wirtschaftlichkeit und Sparsamkeit überprüft werden. Dazu ist ein Verfahren erforderlich, das dem öffentlich-rechtlichen Rundfunk die erforderlichen Mittel gewährleistet und zugleich Einflussnahme verhindert.

## Aus den Gründen
S. 87: „Unter den Medien kommt dem Rundfunk wegen seiner Breitenwirkung, Aktualität und Suggestivkraft besondere Bedeutung zu. […] Rundfunkfreiheit ist […] vor allem Programmfreiheit.“
S. 88: „So umfassend der Staat damit als Garant einer umfassend zu verstehenden Rundfunkfreiheit ist, so sehr sind seine Repräsentanten doch selber in Gefahr, die Rundfunkfreiheit ihren Interessen unterzuordnen. Gegen die Gängelung der Kommunikationsmedien durch den Staat haben sich die Kommunikationsgrundrechte ursprünglich gerichtet, und in der Abwehr staatlicher Kontrolle der Berichterstattung finden sie auch heute ihr wichtigstes Anwendungsfeld.“
S. 88/89: „Dieser Schutz bezieht sich nicht nur auf die manifesten Gefahren unmittelbarer Lenkung oder Maßregelung des Rundfunks. Er umfasst vielmehr auch die subtileren Mittel indirekter Einwirkung, mit denen sich staatliche Organe Einfluss auf das Programm verschaffen oder Druck auf die im Rundfunk Tätigen ausüben können. Der Staat besitzt solche Mittel, weil er es ist, der im Interesse des Normziels von Art. 5 Abs. 1 GG den Rundfunk organisiert, konzessioniert, mit Übertragungskapazitäten versieht, beaufsichtigt und zum Teil auch finanziert. Die damit zwangsläufig eröffneten Einflussmöglichkeiten auf die publizistische Tätigkeit sollen indessen so weit wie möglich ausgeschaltet werden.“
S. 92: „Der enge Zusammenhang zwischen Programmfreiheit und Finanzausstattung verbietet es […], dem Gesetzgeber bei der Gebührenfestsetzung freie Hand zu lassen. […] Ebensowenig können jedoch die Rundfunkanstalten selbst über ihren Finanzrahmen bestimmen, weil sie keine Gewähr dafür bieten, dass sie sich stets im Rahmen des Funktionsnotwendigen halten […].“
S. 102 „Es sind aber Vorkehrungen nötig, die die aus Art. 5 Abs. 1 S. 2 GG folgenden Bindungen des Staates bei der Gebührenfestsetzung effektivieren. Dem wird am ehesten ein gestuftes und kooperatives Verfahren gerecht […].“
S. 103 „Knüpft der Gesetzgeber daran [an ein Gremium wie die KEF] an, so ist er im Interesse der Rundfunkfreiheit allerdings verpflichtet, Aufgabe, Zusammensetzung und Verfahren des Gremiums gesetzlich zu regeln und auch die Unabhängigkeit seiner Mitglieder gesetzlich zu sichern.“

## Folgen des Urteils
Als Folge dieses Urteils wurde das Gebührenfestsetzungsverfahren der KEF neu geregelt. Die Gebührenfestsetzung erfolgt seither in drei Schritten: Zunächst melden die Rundfunkanstalten ihren Bedarf bei der KEF. Diese überprüft den angemeldeten Bedarf und empfiehlt den Ländern einen bestimmten Gebührenbetrag. Anschließend wird die Gebühr durch die Landesparlamente festgesetzt. Diese dürfen aber nur die Sozialverträglichkeit der Gebühr überprüfen.